# Мирауи, Лидия
Лидия Муниа Мирауи (фр. Lydia Mounia Miraoui, 24 сентября 1991 года, Мобёж) — французская и алжирская футболистка, полузащитник клуба «Нанси». Выступает за сборную Алжира, участница финальных турниров Кубка Африки 2010 и 2014 годов.

## Карьера
Заниматься футболом начала в возрасте 8 лет. В 2004 году, когда ей было 13, перешла в академию «Лиона». В 2006 году начала выступления за резервную команду одного из грандов французского футбола. За основной состав дебютировала 24 мая 2009 года в матче против «Стад Сен-Бриё». В составе команды закрепиться не смогла и, проведя всего три матча, перешла в испанский «Л’Эстартит».
Также выступала за «Фрайбург», «Алжир Сентр», «Кле Футбол» и «Мериньяк Арлак».
В составе сборной Алжира участвовала в двух Кубках Африки.

## Достижения
Лион:
- Чемпионка Франции: 2007/08, 2008/09, 2009/10